# سرخیو گومز (بازیکن فوتبال، زاده ۲۰۰۰)
سرجیو گومس (انگلیسی: Sergio Gómez؛ زادهٔ ۴ سپتامبر ۲۰۰۰) بازیکن فوتبال اهل اسپانیا است که در پست مدافع چپ و هافبک هجومی برای باشگاه منچسترسیتی در لیگ برتر انگلستان بازی می‌کند.
وی همچنین در تیم‌های ملی فوتبال زیر ۱۶ سال اسپانیا، زیر ۱۷ سال اسپانیا، زیر ۱۸ سال اسپانیا، زیر ۱۹ سال اسپانیا، و زیر ۲۱ سال اسپانیا بازی کرده‌است.

## افتخارات

### باشگاهی

#### بارسلونا
- قهرمانی لیگ جوانان یوفا(۱):۲۰۱۷–۱۸[۲]

#### هوئسکا
- قهرمانی سگوندا دیویسیون(۱):۲۰۱۹-۲۰[۳]

#### منچستر سیتی
- قهرمانی لیگ برتر فوتبال انگلستان(۱):۲۳–۲۰۲۲[۴]
- قهرمانی جام حذفی فوتبال انگلستان(۱):۲۳–۲۰۲۲[۵]
- قهرمانی لیگ قهرمانان اروپا(۱):۲۳–۲۰۲۲[۶]
- قهرمانی سوپرجام اروپا(۱):۲۰۲۳[۷]
- قهرمانی جام باشگاه‌های جهان(۱):۲۰۲۳[۸]

### ملی

#### زیر ۱۷ سال اسپانیا
- جام ملت‌های اروپا زیر ۱۷ سال(۱):۲۰۱۷

#### زیر ۱۸ سال اسپانیا
- قهرمانی بازی های مدیترانه ای(۱):۲۰۱۸

#### زیر ۱۹ سال اسپانیا
- جام ملت‌های اروپا زیر ۱۹ سال(۱):۲۰۱۹